# Jason Ryznar
Jason Ryznar (né le 19 février 1983  à Anchorage, Alaska aux États-Unis) est un joueur américain de hockey sur glace.

## Carrière de joueur
Après sa carrière universitaire, il se joint aux River Rats d'Albany de la Ligue américaine de hockey. Il joua également quelques parties avec les Devils du New Jersey, club qui l'avait repêché lors du Repêchage d'entrée dans la LNH 2002. Il fit partie de cette organisation jusqu'en 2008. Il joignit ensuite les Aeros de Houston.

## Statistiques
| Saison     | Équipe                                 | Ligue      |    | Saison régulière | Saison régulière | Saison régulière | Saison régulière | Saison régulière |   | Séries éliminatoires | Séries éliminatoires | Séries éliminatoires | Séries éliminatoires | Séries éliminatoires |
| Saison     | Équipe                                 | Ligue      | PJ | B                | A                | Pts              | Pun              | PJ               | B | A                    | Pts                  | Pun                  |                      |                      |
| 1999-2000  | US National Under 18 Team              | NAHL       | 52 | 5                | 10               | 15               | 22               | -                | - | -                    | -                    | -                    |                      |                      |
| 1999-2000  | US National Team                       | USHL       | 3  | 0                | 1                | 1                | 0                | -                | - | -                    | -                    | -                    |                      |                      |
| 2000-2001  | US National Team                       | USHL       | 24 | 4                | 3                | 7                | 31               | -                | - | -                    | -                    | -                    |                      |                      |
| 2001-2002  | Wolverines de l'Université du Michigan | NCAA       | 39 | 9                | 7                | 16               | 20               | -                | - | -                    | -                    | -                    |                      |                      |
| 2002-2003  | Wolverines de l'Université du Michigan | NCAA       | 34 | 7                | 9                | 16               | 24               | -                | - | -                    | -                    | -                    |                      |                      |
| 2003-2004  | Wolverines de l'Université du Michigan | NCAA       | 36 | 6                | 11               | 17               | 28               | -                | - | -                    | -                    | -                    |                      |                      |
| 2004-2005  | Wolverines de l'Université du Michigan | NCAA       | 36 | 6                | 17               | 23               | 46               | -                | - | -                    | -                    |                      |                      |                      |
| 2005-2006  | River Rats d'Albany                    | LAH        | 59 | 7                | 18               | 25               | 52               | -                | - | -                    | -                    | -                    |                      |                      |
| 2005-2006  | Devils du New Jersey                   | LNH        | 8  | 0                | 0                | 0                | 2                | -                | - | -                    | -                    | -                    |                      |                      |
| 2006-2007  | Devils de Lowell                       | LAH        | 55 | 5                | 5                | 10               | 25               | -                | - | -                    | -                    | -                    |                      |                      |
| 2007-2008  | Devils de Lowell                       | LAH        | 55 | 10               | 8                | 18               | 38               | -                | - | -                    | -                    | -                    |                      |                      |
| 2008-2009  | Aeros de Houston                       | LAH        | 77 | 4                | 2                | 6                | 56               | 10               | 0 | 2                    | 2                    | 2                    |                      |                      |
| 2009-2010  | Aces de l'Alaska                       | ECHL       | 58 | 9                | 11               | 20               | 46               | 4                | 1 | 1                    | 2                    | 6                    |                      |                      |
| Totaux LNH | Totaux LNH                             | Totaux LNH | 8  | 0                | 0                | 0                | 2                | -                | - | -                    | -                    | -                    |                      |                      |